# Karl Ausserer (Historiker)
Karl Ausserer, auch Carl Ausserer, (* 28. Mai 1883 in Lichtenwald, Herzogtum Steiermark; † 16. Mai 1950 in Wien) war ein österreichischer Historiker, Bibliothekar und Archivar.

## Leben
Er war der Sohn des Landwirts Emmanuel Ausserer aus den in der Untersteiermark gelegenen, heute slowenischen Lichtenwald. Sein Onkel war der Professor Carl Ausserer (1844–1920), der 1880 das Schloss Lichtenwald erworben hatte. Seine genealogischen Wurzeln lassen sich in das heutige Südtirol zurückverfolgen.
Nach dem Besuch des Gymnasiums in Trient studierte Karl Ausserer ab 1903 an der Universität Wien Hilfswissenschaften und Geschichte. Seit 1903 gehörte er auch der Burschenschaft Germania Wien an. Ab 1907 absolvierte er zusätzlich für zwei Jahre das Institut für österreichische Geschichtsforschung. Nach erfolgreichem Abschluss der Studien wurde er 1909 für ein Jahr Mitglied des Historischen Instituts in Rom und trat dann als Staatsbibliothekar in die Wiener Hofbibliothek ein, wo er zuletzt der umfangreichen Kartensammlung vorstand. Im Zuge des „Anschluss“ Österreichs an das Deutsche Reich wurde Ausserer aus dem Bibliotheksdienst entlassen.
Im Jahre 1946 übernahm Karl Ausserer die Leitung des Finanz- und Hofkammerarchivs und trug zuletzt den Titel Generalstaatsarchivar. Er war Mitglied des Ferdinandeum in Innsbruck, des Vereins für Geschichte der Stadt Wien und der Gesellschaft der Freunde der Nationalbibliothek Wien, publizierte vorwiegend Tirolensien, besorgte mittelalterliche Quelleneditionen und schrieb auch über Genealogie, Heraldik und Turkologie.

## Schriften (Auswahl)
- Kardinal Bernhard von Cles und die Papstwahl des Jahres 1534. Innsbruck, Wagner 1913.
- Die Besiedelung des Kastelruther Berges – eine siedlungsgeschichtliche und namenkundliche Studie (= Schlern-Schriften. Bd. 25). Innsbruck: Wagner 1934.
- Schöne Städte Altösterreichs. Eine Schau nach Kupferstichen von M. Merian und anderen Meistern. Erläuternde Worte von Karl Ausserer. Wien/Leipzig 1936.
- Die Seiseralpe. Eine geographisch-historische und namenkundliche Studie (= Schlern-Schriften. Bd. 38). Innsbruck, Wagner 1937 (Digitalisat).
- Der Alpensteinbock. Geschichte, Verbreitung, Brauch- und Heiltum, Sage, Wappen, Aussterben und Versuche zu seiner Wiedereinbürgerung. 2. Auflage. Wien 1946.